# Aggiosaurus
Aggiosaurus é um gênero extinto de georosaurino crocodiliforme da família Metriorhynchidae conhecido do Jurássico Superior (estágio superior de Oxfordiano) de Nice, sudeste da França. Contém uma única espécie, Aggiosaurus nicaeensis.

## História e descoberta
O Aggiosaurus é conhecido apenas por seu holótipo, um maxilar superior mal conservado, preservado em calcário que agora está alojado no Museu de História Natural de Nice. Foi achado na localidade superior do Oxfordiano de Cap d'Aggio-La Turbie, em Nice, na França. Inicialmente foi descrito como um dinossauro Megalosaurídeo por Ambayrac (1913). Mais tarde, Buffetaut (1982) demonstrou que era de fato um da família Metriorhynchidae, intimamente relacionado com, se não um membro de Dakosaurus. Como o espécime de tipo é mal preservado, às vezes é considerado um nomen dubium. Young & Andrade (2009) sugeriram que o Aggiosaurus é um sinônimo júnior de Dakosaurus, e que A. nicaeensis é referente a Dakosaurus como uma espécie distinta provisoriamente. Eles basearam essa referência em sua dentição excepcionalmente grande (comprimento apicobasal em excesso de 6 centímetros ou 2,4 polegadas) que se pensava ser exclusivo de espécies de Dakosaurus entre todos os outros talattosuchianos.
O Aggiosaurus realmente tem a maior dentição de qualquer conhecido da família Metriorhynchidae (até 12 cm (4.7 polegadas) em comprimento apicobasal), embora outras análises filogenéticas tenham descoberto que grandes dentes robustos se apresentam também em outras geosaurinos, como no Torvoneustes. Young et al. (2012) ressuscitaram o nome do gênero Plesiosuchus para D. manselii (que também apresentam essa característica), pois sua análise filogenética encontrou um Dakosaurus parafilético e sugeriu mais posição basal para Geosaurinos do que se pensava anteriormente. Como a presença de dentição invulgarmente grande (comprimento apicobasal superior a 6 centímetros (2,4 polegadas) Foi considerada como homoplástica entre geossurinos, e portanto o Aggiosaurus não pode ser considerado um sinônimo júnior de Dakosaurus ou Plesiosuchus.

## Etimologia
O Aggiosaurus foi descrito pela primeira vez e nomeado por H. Ambayrac em 1913, e a espécie tipo é Aggiosaurus nicaeensis. O nome genérico é derivado do nome da sua localidade de tipo, Cap d'Aggio-La Turbie e de "sauros" (σαῦρος), que significa "lagarto" no grego antigo. O nome específico homenagea Nice, França, na qual foi descoberto.